# 豐田Supra
豐田Supra（日语： Toyota Sūpura)，是日本汽车制造商丰田汽車于1978年-2002年、2019年至今生产的雙門跑車。
1978年-1985年间的第一、二代Supra车型基于丰田Celica车型而来，北美市场以Celica Supra的名义发行；日本市场以Celica XX的名义发行；该车一直以来都是直列六缸引擎车型。
1986年-2002年间的A70（第三代）和A80（第四代）型号的Supra基于丰田Soarer（雷克萨斯成立后在北美市场以雷克萨斯SC的名义发行）而来；2019年的第五代车型（代号J29/DB）基于宝马Z4（代号G29，第三代）而来，首次可选直列四缸引擎车型。
2019年起，丰田面向全球开启对第三代和第四代Supra的配件复刻计划。

## 第一代 (代号A40/A50，1978年4月-1981年6月)

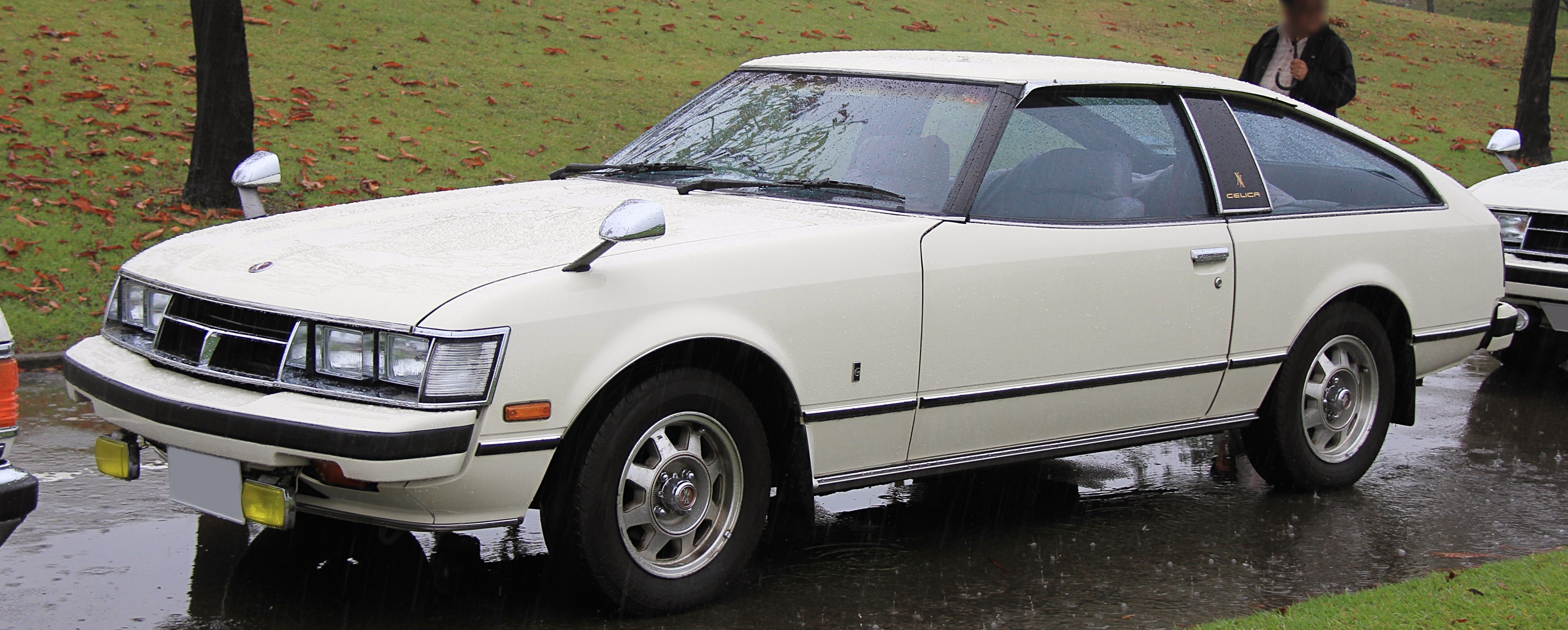
第一代Supra

基于Celica斜背版开发，相较于Celica长129.5毫米，车门和后半部分与Celica一致。丰田公司设计Supra的初衷是与当时大受欢迎的日产Z系列车型竞争。
1978年4月开始在日本生产第一代Supra，代号MA45，搭载了2.5升直列六缸引擎（十二气门，单置凸轮轴，代号M-EU），可以输出125匹马力，在日本市场以“Celica XX”的名义发行。
1979年1月Supra引入美国市场，代号MA46，搭载2.5升直列6缸引擎（代号4M-E，十二气门，单置凸轮轴）。可以输出140匹马力，日版和美版Supra的引擎均含有电子燃油喷射技术。
变速箱方面可选5速手动变速箱和4速自动变速箱，均具备超速传动齿轮。日版车型的传动系统保留了Celica的T系列固态后轴配置，美版车型则使用了更大的F系列传动系统，可选配限滑差速器。全系标配四轮碟刹，具备稳定杆的麦弗逊前悬挂，具备螺旋弹簧、稳定杆和防倾杆的四连杆后悬挂。
内饰方面，Supra将电动车窗和电动门锁设为便利套装选配，同时还包括定速巡航控制，天窗等。标准配置有阅读灯、具备储物功能的扶手箱、AM/FM收音机、模拟时钟等。
1979年，日版Supra新增了搭载2.0升直列六缸引擎（含涡轮增压）车型，输出145马力（引擎代号M-TEU，十二气门，单置凸轮轴）。涡轮使用了Garrett T03型号，无中冷技术。而这一车型也成为丰田公司首款使用涡轮增压的量产车。
美版车型的中控台经过了重新设计，使用了数字石英钟，也对后视镜进行了重新设计。原新车型使用了 14x5½英寸铝轮毂，并提供了多种车身颜色供选择。
1980年8月，Supra改为搭载2.7升直列六缸引擎，输出马力提高至116匹，扭矩提升至197牛·米，也对自动变速箱进行调整，底盘代号更名为MA47。它的百公里加速为10.24秒，1/4英里加速19.5秒。同年丰田公司为Supra提供了新的运动选装包，包括运动取向的悬挂调校、升级的轮胎，前后扰流器等。

## 第二代 (代号A60，1981年7月-1985年12月)

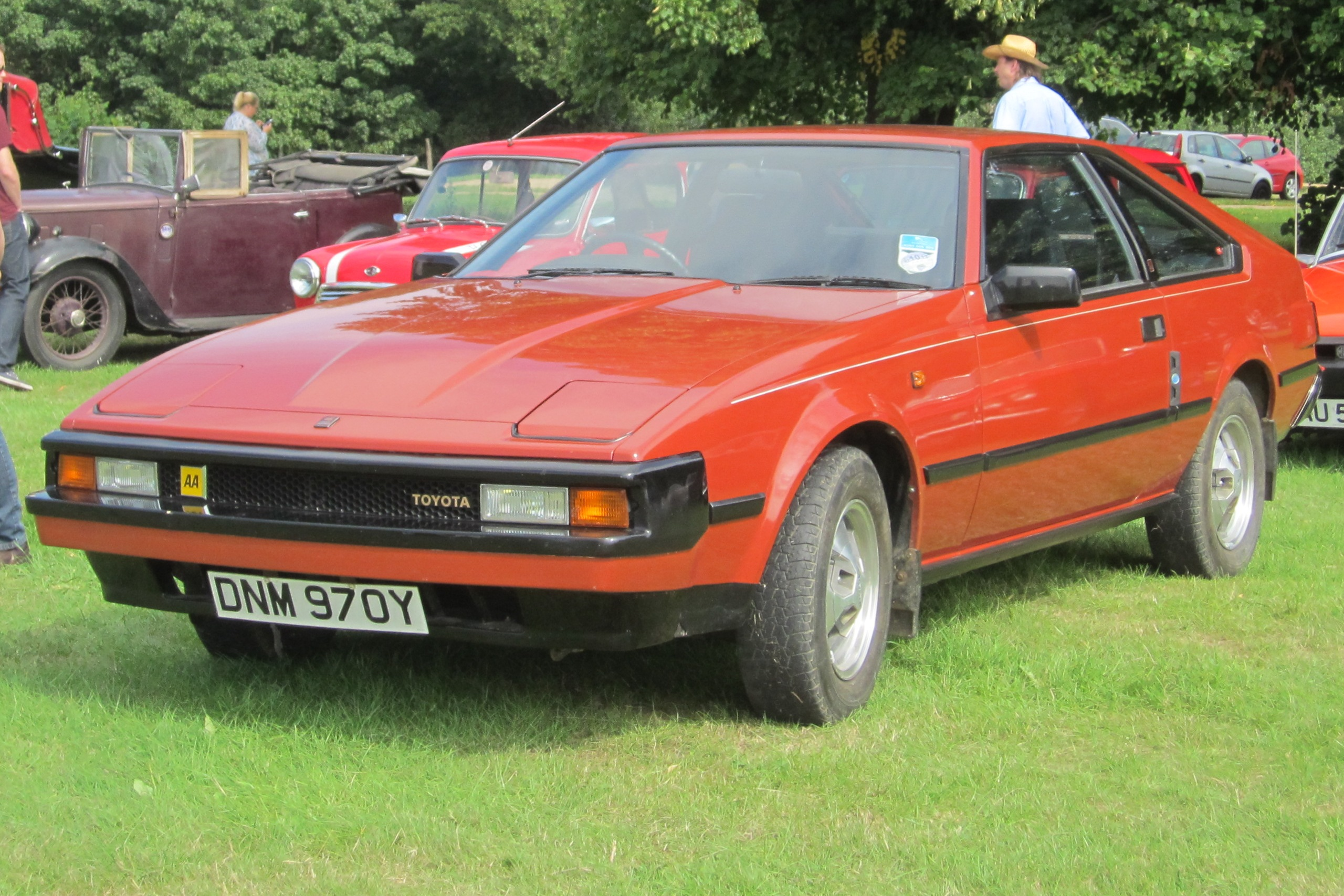
第二代Supra

这一代车型是在丰田公司对Celica车型进行了重新设计的背景下诞生的。日本市场继续以“Celica XX”的名义发行，海外市场以“Celica Supra”的名义发行。Supra仍基于Celica平台开发，相较于同平台的Celica，Supra采用了跳起式前大灯。Supra的前部比Celica要稍长，而且Supra车体更宽。

### L-type and P-type
面向北美市场发行。P-Type版专注性能，而L-Type专注于豪华，P-type搭载纤维包围套件、更运动的8向调节座椅，1983年后可选装全皮内饰，轮毂为14x7铝合金，
L-type版的轮毂为14×5.5铝合金制，1985年起可选与P-type版类似的15×6型号，L-type版可选带数字显示面板的行车电脑，以数字形式显示转速、时速、油量和温度信息等。甚至还可以计算燃油经济性、续驶里程等信息。
P-type版独占可选选装大灯清洗（1982年除外）。此外，P-type版标配限滑差速器。
1982年起，北美市场的Supra开始使用了排量为2.7升的直列六缸引擎（十二气门，双顶置凸轮轴，代号5M-GE）。可输出145匹马力，扭矩210牛·米，百公里加速9.8秒，最高时速达130英里。
标配W58手动变速器，A43DL自动变速器作为L-type版的可选配置，使用了麦弗逊式前悬和半拖曳臂式后悬，配备四轮碟刹，由路特斯汽车负责对悬挂进行调校。
此代Supra标配电动车窗、电动车锁、电动后视镜调节和定速巡航。第一代车型上选装的自动天气控制改为标配。天窗、双色调涂装和五扬声器AM/FM收音机及卡带播放机可选装，L-type版可选装真皮座椅，1983年、1984年、1985年连续改款后，引擎马力提升至161匹（手动变速箱版），扭矩提升至229牛·米。外观变化仅在于天线、挡泥板等处，添加了大灯清洗装置。内饰方面，丰田公司重新设计了定速巡航控制、门锁等，时速表数值从140公里提升到210公里，并将卡带播放器从选装改为标配。
丰田公司原本定于1985年停产本代车型，但因为第三代产品延迟，1985年的P-type车型仍然发售至1986年上半年，在车尾追加安装了第三刹车灯。

## 第三代 (代号A70，1986年2月-1993年5月)

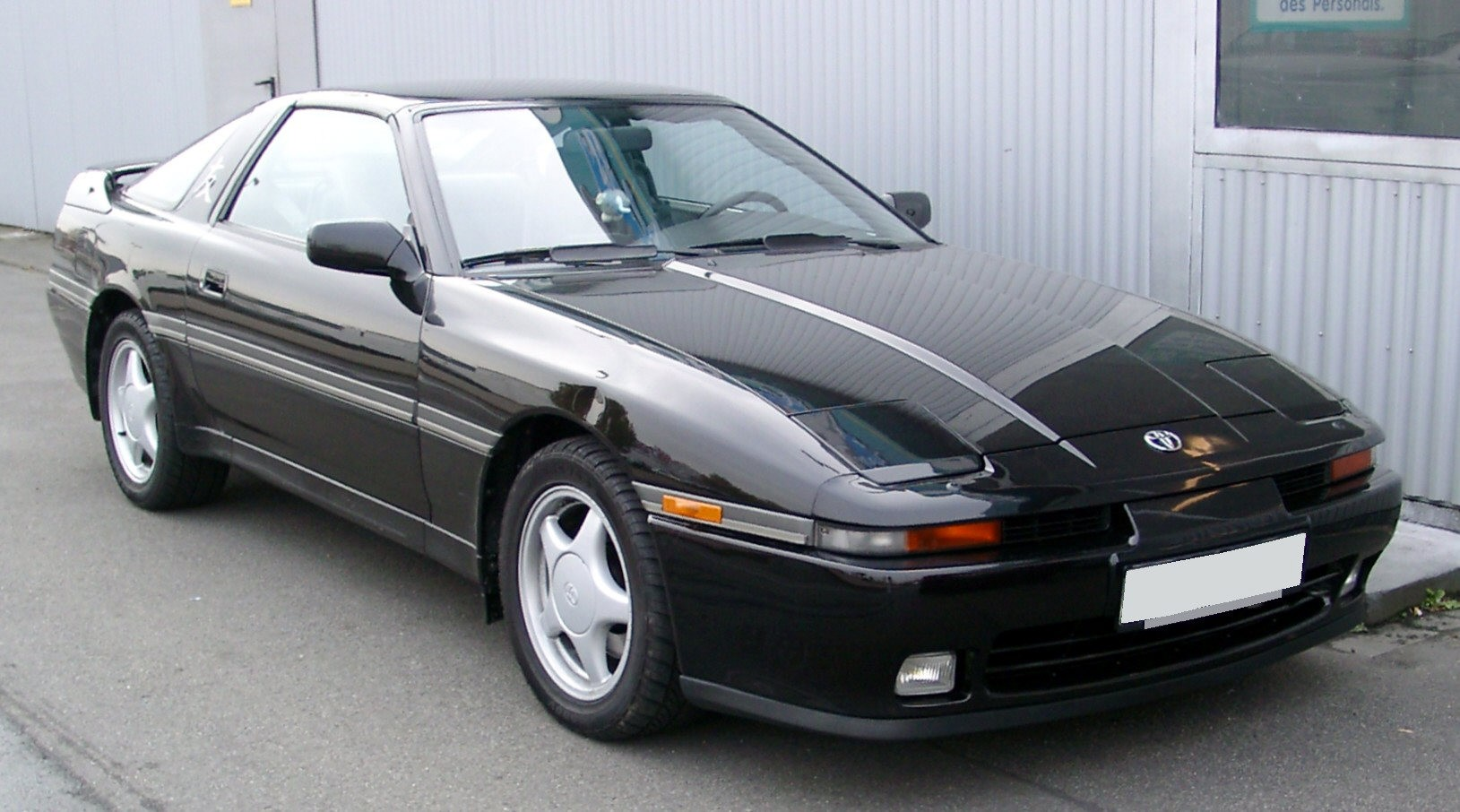
第三代Supra（欧版，后期改款）

自第三代起，Supra从Celica车型独立，与日本国内市场发行的丰田Soarer开始使用一个平台打造，早期曾以“丰田3000GT”的名义发行，日本市场和欧美市场的车型外观略有不同。
第三代Supra的前后底盘采用双摇臂底盘，虽然重量达到1630千克（自动变速箱款式，手动变速箱款式1550千克），但前后重量比维持在较为合理的53:47，避震配件首度搭载了电子悬挂功能。
第三代Supra在美国市场使用了丰田公司新开发的直列六缸引擎，排量3.0升，代号7M-GE，自然吸气，可以输出203匹马力，1987年起推出涡轮增压车型（引擎代号7M-GTE，含曲轴位置传感器，可以输出235匹马力）。可选5速手动变速箱和4速自动变速箱。
日本市场版搭载2.0升直列六缸引擎（引擎代号分别为1G-GU/1G-GEU），马力分别达160匹和210匹，1987年推出涡轮增压车型，采用与美版车型一致的7M-GTE引擎。
1988年，日版车型改款，搭载引擎更换为2.0升双涡轮增压直列六缸引擎（代号1G-GTEU）和3.0升涡轮增压直列六缸引擎（代号7M-GTEU），同年8月-10月推出限量车型“3.0 GT Turbo A”，外观和性能有所调整，搭载Momo的方向盘配件，可输出270匹马力，1989年8月推出“3.0 GT Turbo S”车型，无电子避震配件。
1990年改款后，日版车型推出“2.5GT Twin Turbo”款式，搭载2.5升直列六缸双涡轮增压引擎（代号1JZ-GTE），可以输出280匹马力，底盘重新调校，成为丰田第一款引擎马力达280匹上限的车型，同年推出“2.5GT Twin Turbo R”款式，安装了倍适登的减震器，方向盘和座椅配件分别由Momo和Recaro提供。

## 第四代 (代号A80，1993年4月-2002年8月)

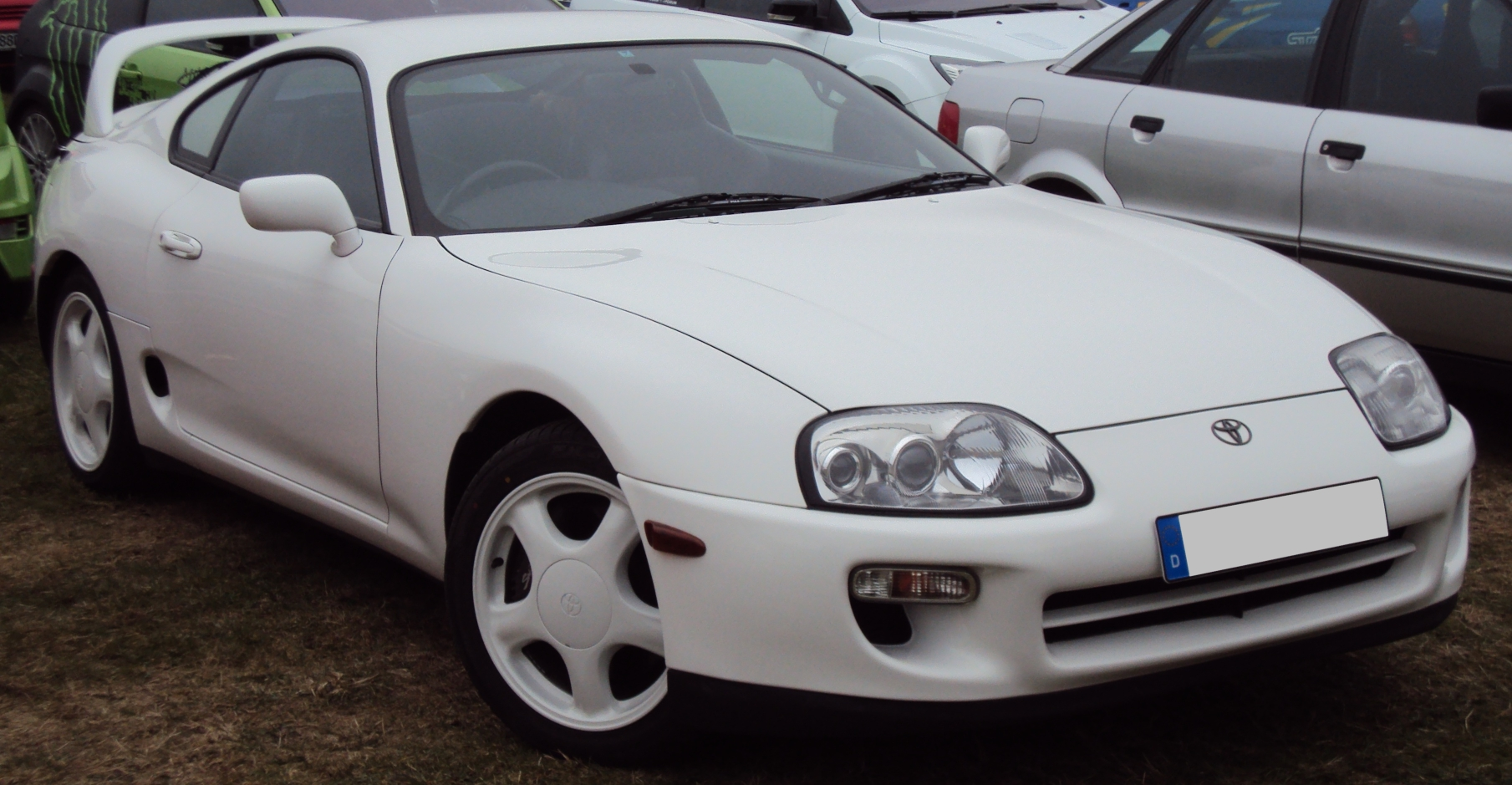
第四代Supra

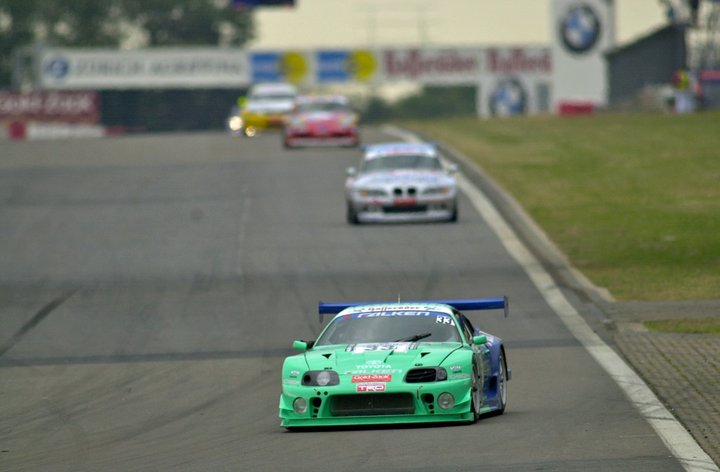

第四代车型继续和同期的丰田Soarer（代号Z30，又名雷克萨斯 SC）共同开发，重量在大幅使用铝合金部件和镁合金部件的情况下比第三代车型有着明显下降。
全系车型搭載丰田JZ系列直列六缸引擎，全系车型的轮胎由普利司通提供。变速箱方面，自动變速箱由愛信精機提供，手动變速箱由格特拉格提供（仅RZ和SZ-R款式）。
第四代Supra可选SZ、RZ、GZ三种车型。SZ及RZ车型皆可選配大型尾翼，此外SZ及GZ车型还可选可拆卸式車頂（Targa）款式，欧版车型在引擎盖上设有导流口，刹车卡钳为前四后二多活塞的布局，但截至1994年9月前，RZ款式并未采用上述刹车卡钳布局。
SZ
搭载3.0升自然吸气引擎（代号2JZ-GE），马力达220匹，百公里加速6.8秒；搭載5速手动变速箱和4速自动变速箱，还搭载了ABS及限滑差速器。
1994年，SZ车型推出SZ-R款式，SZ-R款式可选由Bilstein提供的底盘配件和格特拉格的手动变速箱，同时推出了GZ款式，GZ款式安装了SRS安全气囊和重低音音响等配件，同期的RZ车型开始搭载ABS功能。
RZ、GZ
搭载3.0升双涡轮增压直列六缸引擎（代号2JZ-GTE），日版车型输出马力280匹，而在美版、欧版车型上可以输出330匹马力；百公里加速5.3秒，美版车型可达4.6秒，在配合限滑差速器的情况下有着很强的直線加速力度，可选Bilstein（倍适登）的底盘配件，欧版和日版在前保险杠处还安装了扰流板以提稳定性，1994年9月改款后启用新的刹车卡钳布局，此外轮圈从16寸扩大到17寸，GZ车型无后扰流板。
1995年推出RZ-S车型，RZ-S车型的底盘配件由Bilstein（倍适登）提供，搭配Recaro的座椅配件。
1996年-1997年改款
1996年4月，第四代Supra大改款，前保桿及側裙更具运动风，前後大燈改為燻黑樣式。美版的方向燈位置进行重新修改。儀表板部分從黑色改為淺灰色，儀錶板配置由三個大儀表改為兩大三小，除兩大固定的時速表及轉速表外，另三個小錶則因版本有所不同，双渦輪增壓版本配置為：油錶/水溫/涡轮压力值，自然進氣版本則為：油錶/水溫/引擎電壓值，ABS功能和双安全气囊功能成为所有车型的标准配置，RZ车型取消搭载Recaro座椅，GZ车型被取消。
1997年8月起，Supra与同期的丰田Aristo（又名雷克萨斯GS）所搭载的2JZ-GE和2JZ-GTE引擎引入VVT-i技术，马力、扭矩和燃油效率有所提升（仅自然吸气款式车型的马力有所提升）。此外，电子气门功能从原有的ETCS更新到ETCS-i以获得更快响应性；开始采用丰田和雅马哈共同打造的REAS避震技术，自动变速箱版本增加了方向盤換檔撥片，本次改款后，Supra退出美国市场，而早在1996年，Supra退出加拿大市场。
1999年8月改款后，Supra的轮胎调整为前225mm/後245mm以提升操控性。
Targa（可拆卸式车顶）车型于1999年停产；2002年7月，日版停产，同年8月停售。
第四代Supra因为其出色的性能和前衛化的造型使其在汽车界有着很高的聲望，更因为它搭载的2JZ系列引擎有龐大的改裝潛力使得该车在大中华地区还有着“牛魔王”的外号。

## 第五代（代號J29/DB，2019年3月-至今）

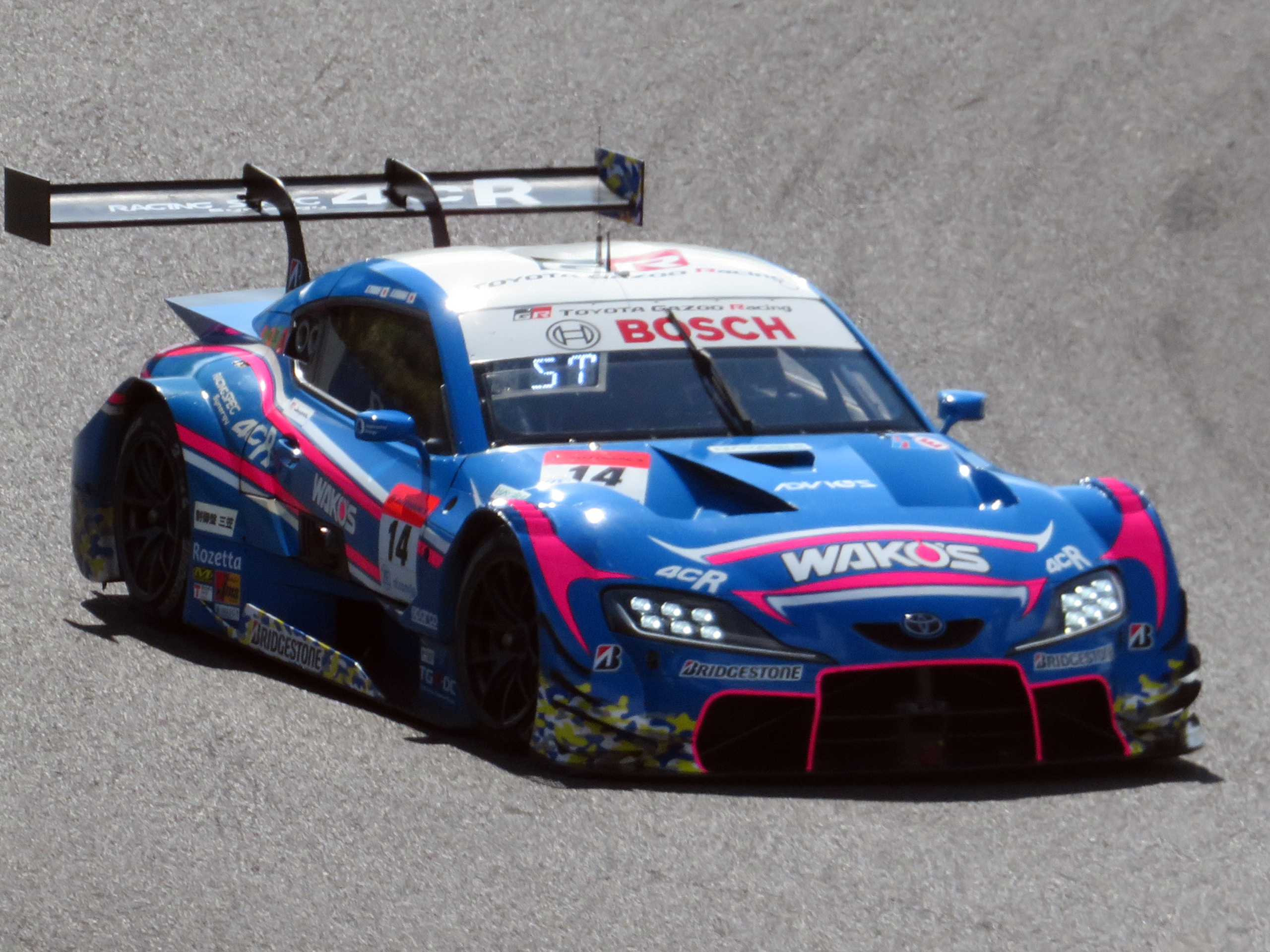

2007年的北美國際車展上，豐田展出了概念車“FT-HS”（Future Toyota Hybrid Sport的縮寫），搭載3.5升V6自然吸氣引擎（含清潔能源）可以輸出405匹馬力。但這並非為了新一代Supra而開發。 2010年-2016年間，豐田陸續在世界各地註冊了新的Supra商標。 2011年起，第五代Supra步入開發階段。

2014年的北美國際車展上，豐田展出了美國設計中心主導的FT-1概念車，FT-1的外觀參考了豐田過往的多輛雙門跑車，其中包含參考了Supra。

2019年北美國際車展上，第五代Supra正式宣布推出，同年3月開始陸續於各國銷售。基於BMW CLAR平台與BMW Z4（代號G29，第三代）共同開發，搭載由德國ZF提供的8速手自動變速箱，首次在發表時未提供手排變速箱車型。行銷代號為A90，同時也是除了傳統的直列六缸引擎配置外首次搭載直列四缸引擎。

GR Supra車型總設計師為多田哲哉（Tatsuya Tada），外觀設計師是中村暢夫（Nobuo Nakamura），全車系於奧地利由Magna Steyr工廠代工製造。 

可選車型
- RZ（又名3.0T/3.0T Premium）：搭載前中置排氣量3.0升雙渦流式單渦輪增壓直噴直列六缸引擎（寶馬開發，代號B58B30C；豐田代號B58），壓縮比為11:1，最高輸出340匹馬力/5000～6500RPM，最高輸出500牛米/1600～4500RPM，2021年的改款後，美國、加拿大、澳洲和日本車型的引擎更換為B58B30O1引擎（豐田代號B58H），最高輸出387匹馬力/6500RPM，最高輸出500牛米/4500RPM其中美版車型的最高扭矩提升5牛米，壓縮比配合較高增壓值調降為10.2:1，並新增引擎室拉桿，更新避震器設定，歐版則維持B58B30C引擎；配有寶馬的M Sport主動式電子限滑差速器，百公里時速加速為4.3秒（歐洲及美加日澳版前期）/4.1秒（2021年改款後美加日澳版）。
- SZ、SZ-R（又名2.0T/2.0T Premium）：搭載前中置排氣量2.0升單渦輪增壓直噴直列四缸引擎（寶馬開發，代號B48B20；豐田代號B48L、B48H），壓縮比為10.2:1，最高輸出258匹馬力/5000～6500RPM，最高輸出扭力400牛米/1550～4400RPM，百公里加速分別為6.5秒和5.2秒，後限滑差速器為傳統電子式。

車長/寬/高為4,380 x 1,865 x 1,295 mm，軸距2,470 mm，最小迴轉半徑5.2 m。上市主打銷售點之一即是可達到輪軸輪距比例1:1.55的操控比例。重量方面，直列六缸版的車重約1,520 kg，直列四缸版的車重約1,410 kg，達到50:50前後車身重量比，豐田稱第五代Supra的重心為461mm，比GT86/BRZ更低。

GR Supra的變速箱使用ZF Friedrichshafen AG的8HP51八速自動變速箱附手動換檔功能，於2023年式開始於3.0升引擎車型提供ZF Friedrichshafen AG的六速手排變速箱附iMT自動退檔補油功能供選擇，此舉也讓GR Supra成為搭載B58引擎的眾多車款中唯一提供手排變速箱的選擇；懸吊系統為前麥花臣後多連桿，RZ及SZ-R車型並配備AVS (Adaptive Variable Suspension) 電子可變阻尼式懸吊，由Monroe代工製造。輪圈由巧新科技（SuperAlloy Industrial Co.）代工製造，配置依車型有17、18、19寸可選，輪胎則由米其林提供；剎車方面，RZ和SZ-R版搭載布雷博（Brembo） （页面存档备份，存于）代工的對向四活塞鋁合金卡鉗單配通風碟盤（碟盤尺寸348 x 36mm），後煞車為浮動式單活塞鑄鐵卡鉗配通風碟盤（碟盤尺寸345 x 24mm），SZ車型的煞車為浮動式單活塞鋁合金卡鉗配通風碟盤，後煞車為浮動式單活塞鋁合金卡鉗；車載娛樂系統採用基於寶馬iDrive 6.0修改而來的“Toyota Supra Command”，並可支援Apple CarPlay無線連接。 

主動及被動式安全配備包含：ACC主動式車距維持定速系統（附Stop&Go功能，ACC作動速域為0～160km/h），PCS預警式防護系統（含預警式防護警示、煞車力道輔助、主動煞車輔助），LDA車道偏移警示系統（車道偏離警示功能、轉向輔助功能），AHB 智慧型遠光燈自動切換系統，BSM 盲點偵測警示系統，RCTA 後方車側警示系統，TPMS 胎壓偵測警示系統，RECW 後方追撞警示系統，EBS 緊急煞車警示系統，停車輔助系統(前6後6具雷達/附倒車煞車輔助)，倒車影像輔助系統（附動態導引輔助線)，SRS安全氣囊（7具），VSC 車輛穩定控制系統，TRC 循跡防滑控制系統，ACA 主動過彎輔助系統，HAC上坡起步輔助系統，SLD 速限控制系統，ABS 防鎖定煞車系統，BAS 煞車輔助系統，RSA路標辨識系統，EBD 電子煞車力道分配系統。

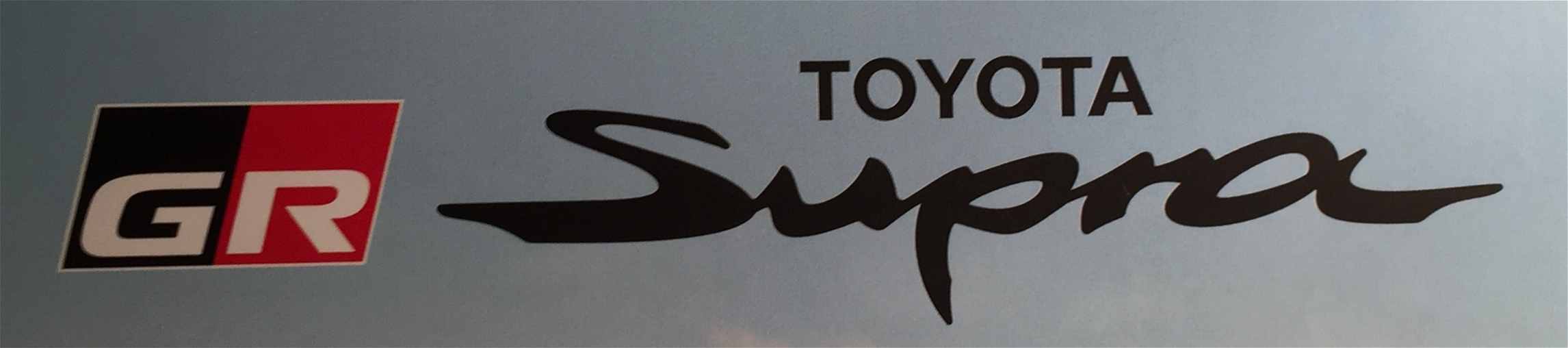
第五代車型的LOGO

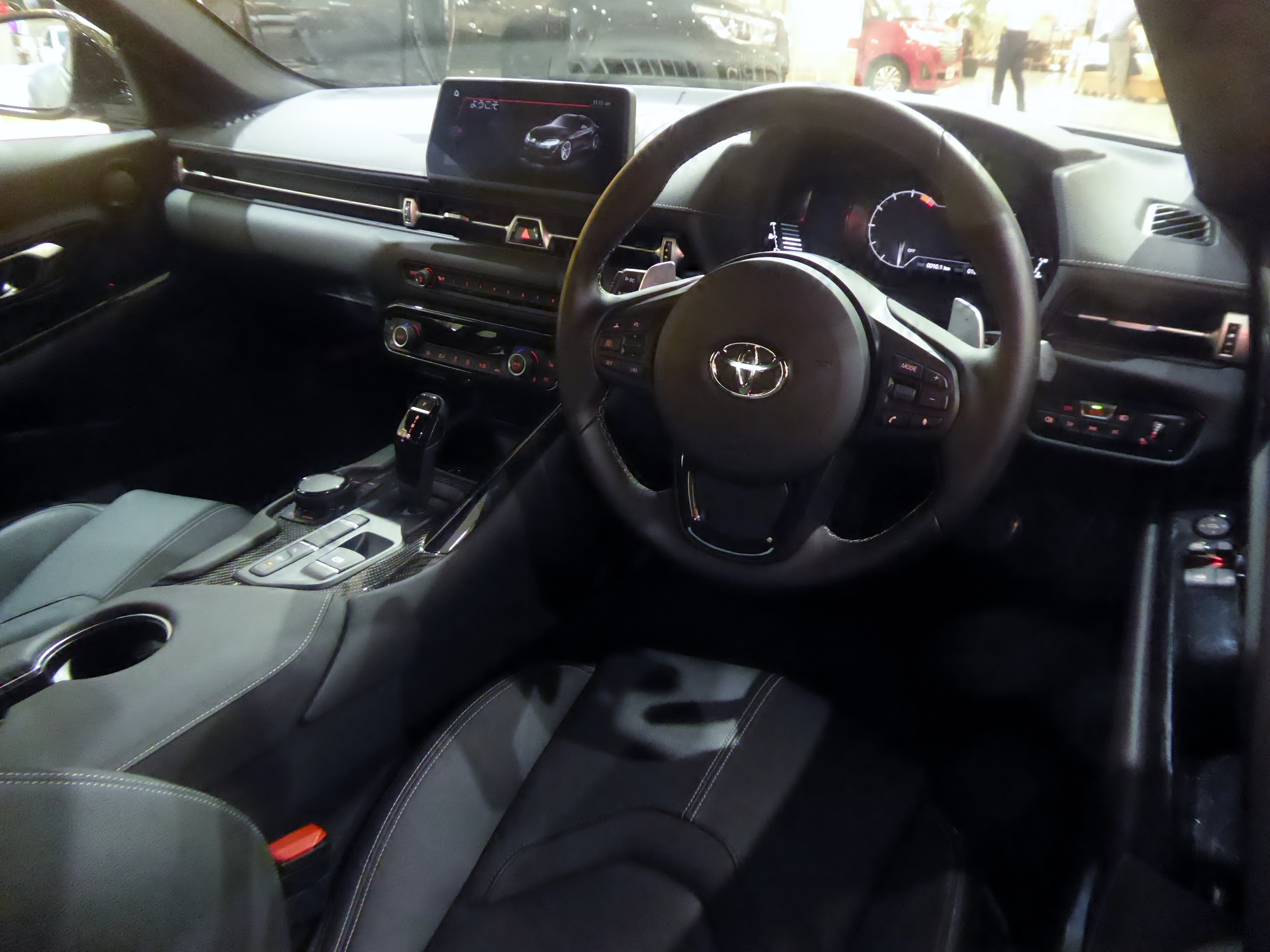
第五代車型的內飾

## 外部連結
- 丰田Supra官方网站（美国） （页面存档备份，存于）
- 豐田Supra官方网站（台灣） （页面存档备份，存于）
- 丰田Supra官方网站（中国大陆） （页面存档备份，存于）
- 丰田Supra官方网站（日本） （页面存档备份，存于）